# 北美充電標準

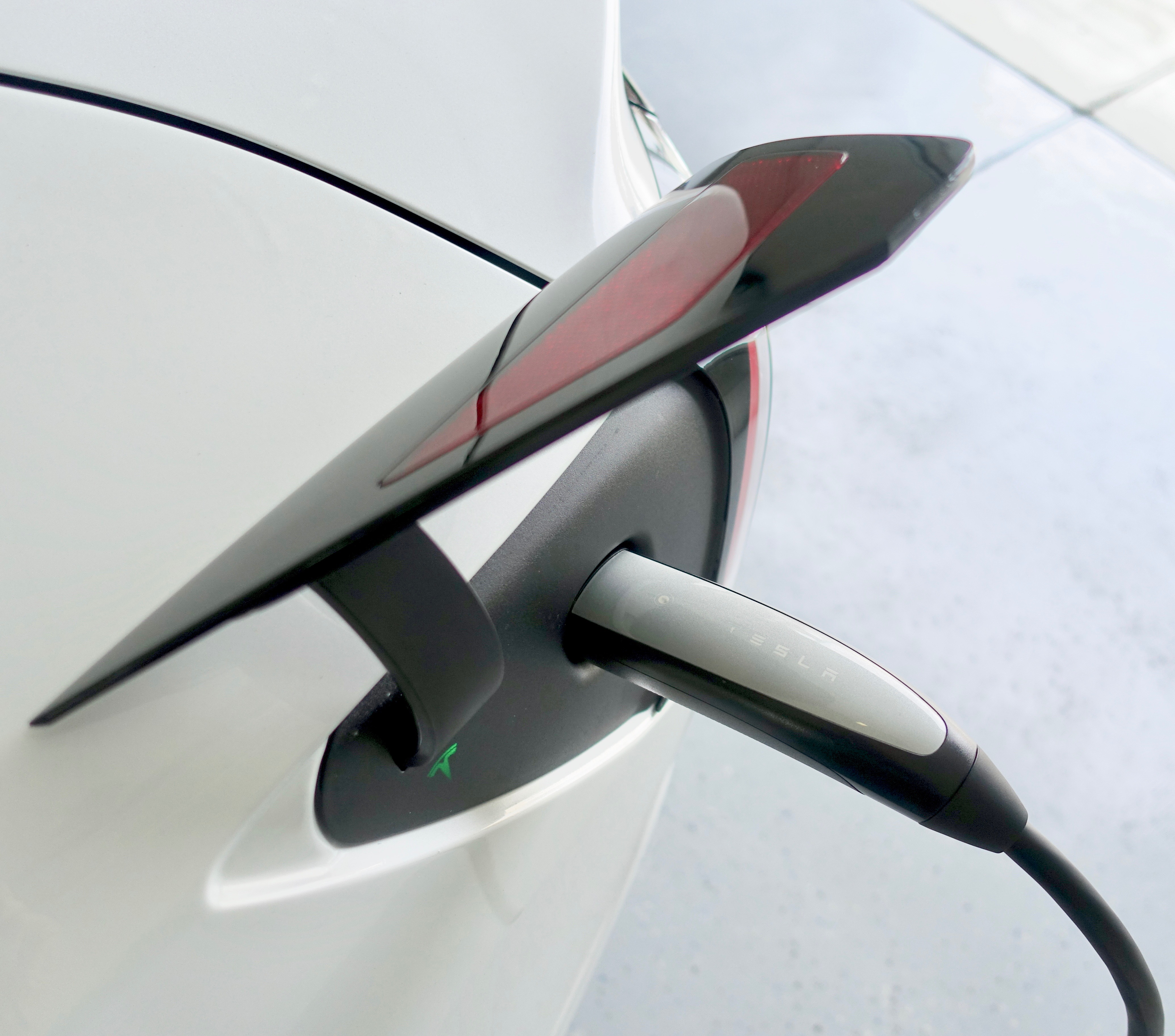
使用 NACS 插頭充電的Tesla Model 3

北美充电标准（英語：North American Charging Standard, NACS）標準化為SAE J3400，是國際汽車工程師學會制定維護的電動汽車北美地區充電標準。最初是特斯拉開發自2012年起在所有北美市場上的特斯拉車輛上使用，並於2022年開放给其他制造商使用。在这10年期間，只有特斯拉汽車才能使用特斯拉超級充電站。在测试允许非特斯拉電車在歐洲使用超級充電站後，特斯拉於 2022 年開始始在選定的北美超級充電站中推出其專有的 Magic Dock 連接器。 Magic Dock 連接器允許 EV 和幾乎所有的BEV使用 NACS 或 CCS1 進行充電。然而，特斯拉在北美的絕大部分超級充电站目前僅提供北美充電標準/NACS。福特、通用汽車和Aptera已宣布他们打算在未来使用 NACS 標準。

## 歷史
特斯拉於2012 年為特斯拉 Model S開發了專有充電連接器，並將其用於所有特斯拉的主流電動汽車，包括Model 3 、 Model X和Model Y。特斯拉的商業策略與其他電動汽車製造商明顯不同，特斯拉在美國建立了跨越東西海岸的充電網絡，後來又在特斯拉有銷售汽車的多個發達國家中建立了龐大的充電網絡。 
2022 年 7 月， Aptera的聯合首席執行官 Steve Fambro 和 Chris Anthony 創建了一份Change.org的請願書，要求立法者採用特斯拉連接器和北美充電標準。  請願書收到了超過 42,000 个簽名。
2022 年 11 月，特斯拉将其之前专有的充電連接器更名為“北美充电标准”(NACS)，使其他電動汽車製造商也可以使用這些規格。然而这個名字受到了一些指責，因爲特斯拉在宣布該連接器時，並非是北美的充電的標準，所有其他汽車製造商都在使用組合充電系統(CCS)的連接器。 Tesla 認為他的北美充電系統 NACS 应該成為首選的連接器，因爲它更精簡紧凑，Tesla 車輛数目遠遠超過配備 CCS 的車輛。其比例為二比一，並藉安裝的 NACS 連接器比 CCS 连接器多了超過 60%。    
2022 年 11 月， Aptera正式宣布其車輛正式採納 NACS 標準。  他们一直在他們的車輛原型照片中展示特斯拉充電插口。
2023 年 5 月，福特宣布他们的電動汽車将使用 NACS 系统。 2025 年之後的新福特電動汽車将在车辆上配备NACS 充電端口。之前的福特電動車車型将能够使用 CCS/NACS 適配器連接到 NACS 系统及其充電站，並将從 2024 年初開始通過FordPass應用程序支付費用在福特宣布这一消息後不久，EV 快速充电器公司 FreeWire Technologies 宣布計畫在 2024 年年中之前為其集成電池的升压充電器配備 NACS 插頭。  2023 年 6 月 8 日，通用汽車公司首席执行官瑪麗巴拉在 Twitter Spaces 接受埃隆馬斯克採訪時宣布，通用汽車將從 2025 年開始採用NACS標準

## 標準比較
電動汽車大功率直流充電標準包括：欧洲及其他國家地區使用的Combined Charging System 2（CCS2），北美非特斯拉充電站使用的Combined Charging System 1（CCS1）、日本使用的CHAdeMO標準、以及在中国使用的國標/T標準，與這四大公規標準不同，特斯拉的NACS非國際標準（IEC 62196-3）其中有特斯拉專有技術但開放其他車廠使用。截至 2021 年 11 月，特斯拉的北美充電標準NACS 是美国最大的充電網絡，相比之下第二大充電網絡僅佔特斯拉網絡範圍的百分之十。 
在欧洲，新的特斯拉汽车和更新的特斯拉充電站现使用標準為CCS2的插頭，而不是特斯拉专有的特斯拉 Type 2 插頭（欧洲特斯拉插頭）。然而，Tesla 仍在销售带有这種专有連接器的車輛，並支持 CCS/Combo2 的適配器。可以改装以前的 Tesla S/X 車辆來支持此適配器的使用。
在中国，超級充電站必须使用國標插頭。